# RedZone Entertainment
 (août 2012).
Si vous disposez d'ouvrages ou d'articles de référence ou si vous connaissez des sites web de qualité traitant du thème abordé ici, merci de compléter l'article en donnant les références utiles à sa vérifiabilité et en les liant à la section « Notes et références ».
RedZone Entertainment est une maison de production de musique basée à Atlanta et fondée en 1995 par le producteur de musique Christopher “Tricky” Stewart avec son frère Mark E. Stewart et sa sœur Judi Stewart. RedZone Entertainment a produit des artistes tels que P!nk, Britney Spears, Celine Dion, Mary J. Blige, Usher, Ciara, Sting, Rihanna et Justin Bieber.

## Albums produits
- So Blu de Blu Cantrell en 2001